# Griffschale (Bauteil)

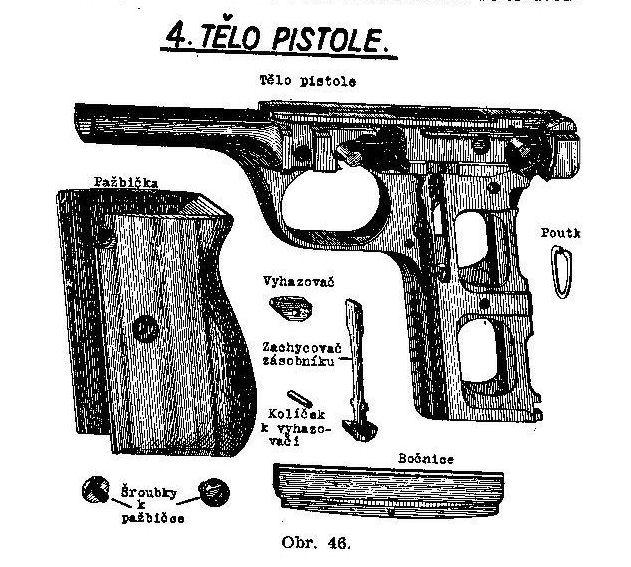
Griffschalen als Bauteile von Kurzwaffen

Als Griffschale bezeichnet man Bauteile Teile aus Holz, Gummi, Kunststoff oder anderen Materialien, die rechts und links an den Griff einer Kurzwaffe oder eines Messers angebracht sind, um einen besseren Halt der Waffe in der Hand des Schützen zu gewährleisten.
Eine andere Form der Griffschale besteht aus einem Teil und wird über den kompletten Griff der Waffe geschoben. Diese Modelle stellen einen noch besseren Kontakt zur Hand des Schützen dar. Für Sportschützen werden bei Kurzwaffen spezielle Griffschalen, oft nach Maß, angefertigt, die nach anatomischen Gesichtspunkten den besten Halt erzielen können.
Der Austausch von Griffschalen ist eine bekannte Möglichkeit um das Aussehen von Waffen in waffenrechtlich einwandfreier Weise zu ändern, da an der Mechanik der Waffe dazu keine Änderungen notwendig sind.